# Dolmen de Vallgorguina
El dolmen de Vallgorguina también llamado la Pedra Gentil está situado en el municipio de Vallgorguina, Barcelona (España) dentro del parque del Montnegre y el Corredor.
Desde tiempos inmemoriales ha sido un lugar relacionado con brujas y aquelarres. En la actualidad sigue siendo un sitio muy frecuentado por ocultistas y adeptos a diferentes prácticas mágicas.
En las inmediaciones se encuentra la iglesia románica de Santa Eulàlia de Tapioles.

## Descripción
El dolmen de Vallgorguina está formado por 7 megalitos verticales, que soportan un gran bloque megalítico superior horizontal.
Los 7 megalitos verticales no son todos de una única pieza, sino que 3 de ellos constan de una gran piedra y otra pequeña piedra superior yuxtapuesta, uno de ellos consta de 3 partes (base inferior, gran piedra central y pequeña piedra superior). Su altura exterior es de 1.53 metros (interior: 1.28 metros).
La disposición de los megalitos es de forma circular, con una distancia entre ellos que oscila entre los 20 y 39 centímetros, dejando una gran apertura entre dos megalitos, de 81 centímetros, a modo de puerta de entrada.
El gran megalito superior horizontal, está partido por la mitad, con una cierta separación entre sus dos partes (25 centímetros). Su longitud máxima es de 3.16 metros y su anchura de 2.54 metros 

## Historia

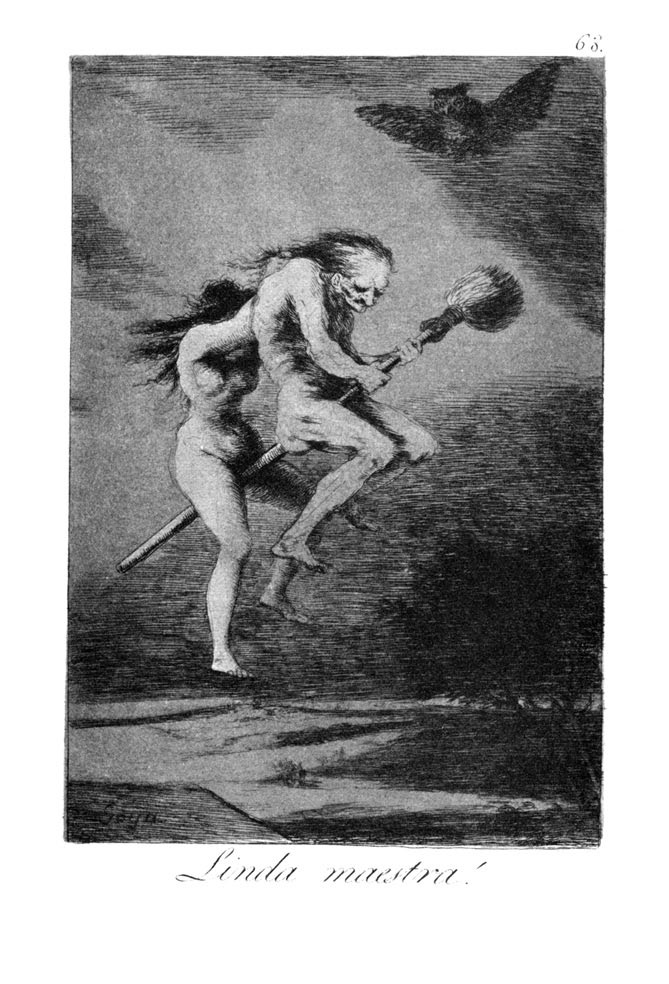
Linda maestra (1799) de Francisco de Goya.

Poco conocemos de la verdadera historia del dolmen, ya que nunca ha sido excavado o documentado arqueológicamente, se cree que fue construido entre el 3500 a. C y el 2000 a. C.
Existe la teoría de que el dolmen no está en su lugar original, y que tampoco es seguro que su morfología sea la que tuvo cuando fue construido. Popularmente se cree que a mediados del siglo XIX el dolmen se encontraba en un lugar cercano, constituyendo una molestia para el propietario de la finca, ya que se hallaba en sus campos de cultivo y que éste lo trasladó hasta lo alto de un montículo, donde actualmente se encuentra. No sabemos si en la supuesta reconstrucción que hizo alteró la disposición original de las piedras ni cómo consiguió transportarlas al lugar y levantarlas hasta su emplazamiento.
Contrariamente a esta creencia, los historiadores, en general, creen que el dolmen siempre ha estado en este emplazamiento, ya que no existen pruebas documentales de que el dolmen haya sido trasladado desde otro lugar. 
Entre la poca documentación existente, figura que en 1855 se hizo una restauración del dolmen, a cargo de Josep Pradell, el propietario del terreno, siendo la primera restauración de un dolmen en Cataluña de que se tiene noticia.

## Tradición
Cuenta la tradición que el dolmen de la Pedra Gentil era “el punto de encuentro de todas las brujas de la comarca desde tiempos inmemoriales”, aquí celebraban sus aquelarres y rituales mágicos. De hecho, la denominación de Gentil es porque en ella se realizaban rituales paganos.